# Kapucinski samostan i crkva Presvetog Trojstva u Varaždinu
Kapucinski samostan i crkva Presvetog Trojstva u Varaždinu rimokatolički su samostan i crkva koji pripadaju franjevcima kapucinima. Posvećeni su Presvetom Trojstvu.
Franjevci kapucini ili Red manje braće kapucina nastali su 1525. Osnivači Reda željeli su obnoviti ideale koje je živio sv. Franjo Asiški. U Hrvatsku su došli u Zagreb 1618. godine. Hrvatski su staleži 1652. godine uputili molbu kapucinskom provincijalu u Graz, da poradi na osnivanju samostana u Varaždinu. No, to nije išlo bez problema i teškoća. Zbog toga je Hrvatski sabor tu molbu ponovio godine 1695. i 1697. Napokon su sve prepreke bile uklonjene i 28. listopada 1699. kapucini su svečano uvedeni u grad Varaždin.
Gradnja crkve započela je 1701. godine zalaganjem grofice Magdalene Drašković, a završena je i posvećena Presvetom Trojstvu 1705. godine. Crkvu je posvetio zagrebački biskup Martin Brajković. Kapucinska crkva i samostan sagrađeni su u strogom i jednostavnom stilu, tipičnom za kapucinske redovničke crkve. Sačuvan je i mali drveni tornjić.
U unutrašnjosti crkve nalazi se namještaj kojega su izradili varaždinski majstori krajem 18. stoljeća. Samostan ima knjižnicu u kojoj se nalaze vrijedne zbirke starih knjiga i rukopisa i književnih djela starije kajkavske književnosti. Ispred crkve i samostana nalazi se trg, koji je dobio naziv Kapucinski trg. U crkvi se nalaze vrlo vrijedne orgulje koje je 1860. godine načinio varaždinski graditelj orgulja Dragutin Geissler, a na kojima je svirao i skladao crkvene pjesme kapucin o. Anzelmo Canjuga.
Kapucinski samostan i crkva Presvetog Trojstva nalaze se na području župe sv. Vida u Varaždinu, koju vode kapucini od 1961. godine, a prvi župnik bio je Bono Zvonimir Šagi. Župa je dobila ime po obližnjoj crkvi sv. Vida, koja je u sastavu župe.
U dvorišnom prostoru iza crkve sagrađeno je sjemenište 1937. godine. Za vrijeme Drugog svjetskog rata i neposredno poslije rata u sjemenište je bila smještena vojska, a poslije rata bio je oduzet 1960. godine i u njega je smješten jedan odjel gradske bolnice, a poslije rodilište. Vraćeno je Crkvi i ponovno djeluje kao sjemenište od 1974. godine.

## Zaštita
Pod oznakom Z-2269 zavedeno je kao nepokretno kulturno dobro - pojedinačno, pravna statusa zaštićena kulturnog dobra, klasificirano kao "sakralni kompleks".